# Paolo Borghi (atleta)
Paolo Borghi (Treviso, 27 novembre 1961) è un ex altista italiano, vincitore di un titolo nazionale.

## Biografia
Attuale detentore del record italiano di salto in alto, categoria juniores. Nel 2011 questo record resiste da 31 anni e nel 1980, quando fu stabilito, fu anche primato nazionale assoluto.
Ha preso parte ai Giochi olimpici di Mosca 1980, venendo eliminato in qualificazione. Interruppe prematuramente la sua carriera di atleta allorché nel 1990 fu costretto al ritiro, a soli 29 anni..

## Record nazionali

### Juniores
- Salto in alto 2,28 ( Santa Lucia di Piave, 25 maggio 1980)

## Progressione
| Stagione | Risultato | Luogo                | Data       | Rank. Mond. |
| -------- | --------- | -------------------- | ---------- | ----------- |
| 1980     | 2,28      | Santa Lucia di Piave | 25/05/1980 | 22º         |

## Palmarès
| Anno | Manifestazione  | Sede     | Evento        | Risultato     | Prestazione | Note |
| ---- | --------------- | -------- | ------------- | ------------- | ----------- | ---- |
| 1980 | Giochi olimpici | Mosca    | Salto in alto | elim. qualif. | 2,18 m      |      |
| 1980 | Europei indoor  | Grenoble | Salto in alto | 18º           | 2,10 m      |      |
| 1985 | Mondiali indoor | Parigi   | Salto in alto | 13º           | 2,15 m      |      |

## Campionati nazionali
1984
- ai Campionati nazionali italiani, salto in alto - 2,21 m